# Water Lilies (film 1911)
Water Lilies è un cortometraggio muto del 1911. Il nome del regista non viene riportato nei credit del film.

## Trama
La bellissima Albertina, una celebre ballerina, si rifugia in campagna dalla zia per trovarvi tranquillità e riposo. Maurice, che abita lì vicino, ammira da tempo Albertina e, un giorno, la sorprende mentre lei danza vicino a uno stagno pieno di gigli acquatici. I due giovane ben presto cadono innamorati uno dell'altra ma la felicità è breve: Maurice rimane accecato dal bagliore di un fulmine mentre infuria una tempesta. Non volendo coinvolgere l'amata nella sua disgrazia, dichiara di non amarla più. Albertina torna in città, a danzare. Un giorno, però, è assalita dal ricordo quando un bambino le offre dei gigli: ritornata in campagna, vi ritrova Maurice e il suo amore.

## Produzione
Il film fu prodotto dalla Vitagraph Company of America.

## Distribuzione
Distribuito dalla General Film Company, il film - un cortometraggio in una bobina - uscì nelle sale cinematografiche USA il 13 gennaio 1911.
Scene di Water Lilies sono state inserite nel 1991 nel documentario olandese Lyrisch nitraat, un'antologia di montaggio di film muti prodotti dal 1905 al 1915 rimasti in deposito per molti anni in un cinema di Amsterdam.